# Arthur Larsson
Johan Arthur Larsson, född 21 augusti 1891 i Vellinge i Malmöhus län, död 30 mars 1972 i Ängelholm, var en svensk folkskollärare, målare, tecknare och grafiker.
Han var son till brevbäraren Jöns Larsson och Kersti Persson. Larsson var som konstnär autodidakt och bedrev självstudier under resor till Italien, Paris och Island. Han medverkade i utställningar med Ängelholms konstförening. Bland hans offentliga arbeten märks en dekormålning av predikstolen i Rebbelberga kyrka samt dekormålningar i Barkåkra och Höja församlingshem. Hans konst består av fantasiteckningar, humoristiska figurkompositioner, barnporträtt och skånska landskapsbilder i akvarell eller olja. Han utgav boken Hur annorlunda då? Minnen från ett samhälle på Söderslätt 1967.